# Ekonomika Svatého Tomáše a Princova ostrova
Ekonomika Svatého Tomáše a Princova ostrova je tradičně závislá na produkci kakaa, ale už téměř dvě desetiletí od začátku 21. století probíhají velké změny v ropném průmyslu. Ropa se těží ve vodách Guinejského zálivu. V roce 2003 vláda vytvořila Společnou rozvojovou zónu (Joint Development Zone), která ji ze zisku poskytuje 40 %.
Vláda vytvořila hospodářský program, který podporuje Mezinárodní měnový fond.

## Historie
Portugalci tu měli kolonii, založili tu cukrové plantáže a ostrovy využívali při dopravě otroků.

## Zásoby ropy
Geologové odhadují zásoby ropy v Guinejském zálivu na 10 miliard barelů. V roce 2005 začal společný projekt s Nigérií, který by měl vládě poskytnout 50 milionů USD za těžební licenci. V roce 2006 našli ropu v hluboké vodě, ale ne v komerčně využitelném množství.

## Zemědělství
Od začátku 19. století je ekonomika země založena na plantážích. V době získání nezávislosti plantáže vlastněné Portugalci zabíraly 90 % kultivované půdy. Po získání nezávislosti kontrola těchto plantáží přešla na různé státní podniky. Hlavní plodinou je kakao, které tvoří asi 95 % sklizně. Jiné exportní plodiny jsou kopra (rozemletá jádra kokosových ořechů), palmová jádra a káva.